# Farges-lès-Chalon
Farges-lès-Chalon is een gemeente in het Franse departement Saône-et-Loire (regio Bourgogne-Franche-Comté) en telt 622 inwoners (1999). De plaats maakt deel uit van het arrondissement Chalon-sur-Saône.

## Geografie
De oppervlakte van Farges-lès-Chalon bedraagt 3,9 km², de bevolkingsdichtheid is 159,5 inwoners per km².
De onderstaande kaart toont de ligging van Farges-lès-Chalon met de belangrijkste infrastructuur en aangrenzende gemeenten.

## Demografie
Onderstaande figuur toont het verloop van het inwonertal (bron: INSEE-tellingen).